# Unité sanitaire en milieu pénitentiaire
Une unité sanitaire en milieu pénitentiaire (USMP), plus couramment appelée unité sanitaire (US), est une unité médicale présente au sein des établissements pénitentiaires français et chargée de la prise en charge sanitaire et de l'organisation des soins somatiques des personnes détenues. 
Rattachées à un établissement public de santé, ces unités étaient auparavant appelées « unités de consultation et de soins ambulatoires » (UCSA).

## Historique
La loi du 18 janvier 1994 a confié au service public hospitalier la prise en charge sanitaire des personnes détenues, qui était auparavant assurée par l'administration pénitentiaire. La situation sanitaire alarmante dans les établissements pénitentiaires (cancers, sida, toxicomanies, troubles psychiques comme la schizophrénie, etc.), a conduit à la rédaction de plusieurs rapports parlementaires et au vote de cette loi.

## Mise en œuvre
Chaque établissement pénitentiaire a été jumelé à un établissement de santé, chargé d'assurer au sein même de la prison, les soins courants et consultations aux détenus. L'équipe médicale et soignante doit également mettre en œuvre des politiques de prévention et d'éducation à la santé. des locaux dédiés sont mis à la disposition de cette équipe, c'est l'USMP (Unité Sanitaire en Milieu Pénitentiaire). L'établissement assure les soins somatiques et s'il ne dispose pas de service de psychiatrie, un autre établissement de santé assure ces soins. Un protocole est signé entre le directeur de la prison, le ou les directeurs des établissements de santé, le directeur interrégional des services pénitentiaires et le directeur de l'agence régionale de la santé, pour fixer l'ensemble du dispositif. Les établissements dont dépendent les USMP doivent également assurer les hospitalisations urgentes ou de courtes durées, les autres cas étant pris en charge par les unités hospitalières sécurisées interrégionales (UHSI).
L'ensemble des principes régissant ce dispositif a fait l'objet d'un guide élaboré par le ministère de la Justice et le ministère de la Santé.